# I Want You (She's So Heavy)
«I Want You (She's So Heavy)» es una canción de la banda de rock británica The Beatles, proveniente de su duodécimo álbum de estudio Abbey Road (1969), del cual cierra su primer lado. La canción fue originalmente escrita por John Lennon, pero acreditada a Lennon-McCartney.
La canción es una composición Beatle inusual por una variedad de razones, a saber, su longitud (casi ocho minutos), su desproporcionadamente pequeño número de letras (sólo catorce palabras diferentes son cantadas), sus tres minutos de descenso a través de los mismos acordes de guitarra (una figura arpegiada similar aparece en otras contribuciones de Lennon al álbum "Because" así como de McCartney "Oh! Darling"), su sonido de Hard rock, y su instantáneo e imprevisto final. También es una de las últimas canciones que los Beatles mezclaron como un grupo, el 20 de agosto de 1969. 
David Gates escribe de la canción: "La figura de la guitarra hipnóticamente repetida en 'I Want You (She's so heavy)' que es de repente y arbitrariamente cortada, nos sacude avergonzados en la conciencia de que nos hemos dejado llevar por un simple registro". 
Participó en la lista de canciones jugables para el videojuego de The Beatles: Rock Band.

## La grabación
La canción fue ensayada varias veces durante las sesiones de Get Back; la base y pista guía vocal de John (que se utiliza en el máster) se registraron en los Estudios Trident, el 22 de febrero de 1969, poco después de la filmación de la película terminada.
También, se resalta que la canción fue tocada en el último concierto del grupo que tuvo lugar en la azotea de Apple Records, pero en un estado muy temprano, siendo que únicamente se tocó algunos acordes de la canción en el concierto, dando un avance del tema sin terminar.
John y George sobregrabaron (overdubbing) múltiples pistas de guitarras pesadas el 18 de abril de 1969, y Billy Preston sobregrabó teclados. Congas también se añadieron el 20 de abril de 1969. "I Want You", recibió a continuación las voces de "She's so heavy" el 11 de agosto de 1969 y por lo tanto, el título se transformó en "I Want You (She's So Heavy)." 
Tres tomas a partir del 22 de febrero fueron editadas en un máster (2ª generación) sobregrabado, que fue mezclado el 18 de abril (3ª generación), y sobregrabado el 18 de abril, 20 de abril y 11 de agosto. Diferentes sobregrabaciones se hicieron a la cinta de 2ª generación el 8 de agosto. La mezcla es la 3ª generación de 4:37 (hasta el "she's so") y luego la 2ª generación de la cinta, que tiene un ruido blanco y batería adicional añadidos el 8 de agosto. 
Mark Lewisohn escribió en The Complete Beatles Chronicle que existe una versión de la canción con Paul McCartney en lugar de la voz de John Lennon. Esa versión, que circula en bootlegs, está sujeta a debate si es auténtica o no. Muchos escritores especulan que Lennon eligió para grabar varias tomas con McCartney en la voz principal debido a la naturaleza experimental de la canción (una de las más pesadas canciones de Los Beatles junto a "Helter Skelter", de corte abrupto, limitado número de palabras, etc.)

## Personal
De acuerdo a Ian MacDonald.
The Beatles
- John Lennon – voz principal, armonías vocales, multipistas de guitarra líder y sintetizador moog
- Paul McCartney – armonías vocales ybbajo
- George Harrison – armonías vocales, guitarra rítmica y multipistas de guitarra líder
- Ringo Starr – batería, congas y eolífono[6]

Músicos adicionales
- Billy Preston – órgano Hammond